# Jacob Langebek
Jacob Langebek, född den 23 januari 1710 i Thy, död den 16 augusti 1775 i Köpenhamn, var en dansk historieforskare.
Langebek blev teologie kandidat 1732, men ägnade sig därefter, om än nedtyngd av fattigdom, åt forskningar i fäderneslandets historia. Emellertid kom han snart i förbindelse med ansedda vetenskapsmän, särskilt Frederik Rostgaard, som tog honom till medarbetare vid sina samlingsarbeten för den danska ordboken, och Hans Gram, som fick honom anställd vid kungliga biblioteket och 1739 upptog honom i sitt hus. 
Redan 1737 blev Langebek medarbetare i Dänische Bibliothek och lämnade till detta viktiga bidrag, och 1744 stiftade han Selskabet for det danske sprogs og den danske histories forbedring, blev dess ledare och utgav som sådan Danske Magazin (6 band, 1745–1752), en viktig samling av handlingar och källskrifter. Redan första bandet ådrog Langebek en sammanstötning med hovpredikanten Erik Pontoppidan, i vars Danmarks Kirkehistorie han påvisat fel, och Langebek måste som simpel studiosus göra sin höglärde motståndare avbön inför konsistoriet. 
År 1748 blev Langebek dock geheimearkivarie efter Gram och planlade nu ett omfattande diplomatarium för Danmark, avskrev otaliga dokument och reste 1753–1754 i Sverige och östersjöprovinserna för att ta avskrifter. Verket utkom aldrig, men Langebeks handskrivna diplomatarium tillhör nu riksarkivets skatter. 
Tack vare Peter Frederik Suhms frikostighet kunde Langebek utge de tre första banden (1772–1774) av en annan viktig samling källskrifter till medeltidens historia (Scriptores rerum danicarum) samt efterlämnade en stor materialsamling till fortsättningen. Dessutom lämnade Langebek beredvilligt hjälp till andra lärdas skrifter, bland annat Hans de Hofmans urkundssamling och Erik Pontoppidans Den danske Atlas. 
Langebeks egna självständiga skrifter är blott få (Kristian I:s Historie, 1749, Udkast til Souveraenitetens Historie, utgiven först 1861–1864); men som samlare och utgivare var hans verksamhet enastående. Det danske selskab lät Holger Rørdam 1895 utge Breve fra Jacob Langebek.
Langebek invaldes 1753 som utländsk ledamot av svenska Kungliga Vetenskapsakademien.